# Sojus TM-8
Sojus TM-8 ist die Missionsbezeichnung für den Flug eines sowjetischen Sojus-Raumschiffs zur sowjetischen Raumstation Mir. Es war der achte Besuch eines Sojus-Raumschiffs bei der Raumstation Mir und der 84. Flug im sowjetischen Sojusprogramm.

## Besatzung

### Hauptmannschaft
- Alexander Stepanowitsch Wiktorenko (2. Raumflug), Kommandant
- Alexander Alexandrowitsch Serebrow (3. Raumflug), Bordingenieur

### Ersatzmannschaft
- Anatoli Jakowlewitsch Solowjow,  Kommandant
- Alexander Nikolajewitsch Balandin, Bordingenieur

## Missionsüberblick
Nach dem Andocken per Hand an die Raumstation Mir (Automatik versagte) wurde diese wieder in Betrieb genommen. Neben wissenschaftlichen Experimenten wurden von der fünften Stammbesatzung auch Wartungsarbeiten vorgenommen und einige technische Systeme erneuert. Das Forschungsprogramm sah Untersuchungen auf den Gebieten Erderkundung, Astronomie, Raumfahrttechnologie, Materialwissenschaft, Biologie Medizin, Ökologie und Atmosphärenphysik vor.
Während der Mission wurde die Station um ein weiteres Modul erweitert. Kwant 2 startete am 26. November und dockte zehn Tage später am Bug von Mir an. Ein weiterer wichtiger Programmpunkt waren Außenbordarbeiten mit einer Gesamtdauer von 17 Stunden und 36 Minuten zur Erweiterung der Station und zur Erprobung des autonomen Manövriergerätes SKP (IKAR). Hierbei handelt es sich um ein mit 32 Steuerdüsen und 7 kg Stickstoff als Treibstoff ausgerüstetes Freifluggerät, das eine Geschwindigkeit von bis zu 20 km/h relativ zur Station erreichen soll. Mit ihm sollen sich in Zukunft die Kosmonauten zu freifliegenden Experimentalplattformen bewegen können, ohne ein Raumschiff dafür zu benutzen. Nachschub wurde mit den Transportraumschiffen Progress M1 und M2 geliefert. Zum Ende der Mission erfolgte die Übergabe an die Nachfolgebesatzung.
Daten der 5 Außenbordeinsätze von Viktorenko und Serebrow während der Mission Sojus TM-8:

8. Januar  2:56 h  Montage zweier Sternsensoren als Navigationshilfen

11. Januar  2:54 h  Montage von Geräten und Testmaterialien

26. Januar  3:02 h  Montage von Geräten und einer Plattform zum Einsatz des SKP

1. Februar  4:59 h  Erster Test der Freiflugeinheit SKP, Ausstieg durch die neue Luke im Modul Kwant 2

5. Februar  3:45 h  Zweiter Test der Freiflugeinheit SKP und Inspektion der Außenhaut der Station; maximale Entfernung von Mir: 40 Meter